# 청송군수 선거
청송군수 선거는 경상북도 청송군의 군수를 선출하는 선거이다.

## 역대 민선 청송군수
| 선거   | 정당 | 정당       | 군수   |
| ------ | ---- | ---------- | ------ |
| 1995년 |      | 민주자유당 | 안의종 |
| 1998년 |      | 한나라당   | 안의종 |
| 2000년 |      | 한나라당   | 박종갑 |
| 2002년 |      | 한나라당   | 배대윤 |
| 2006년 |      | 한나라당   | 윤경희 |
| 2007년 |      | 한나라당   | 한동수 |
| 2010년 |      | 한나라당   | 한동수 |
| 2014년 |      | 무소속     | 한동수 |
| 2018년 |      | 자유한국당 | 윤경희 |
| 2022년 |      | 국민의힘   | 윤경희 |

## 역대 선거 결과

### 제1회 전국동시지방선거
|  | 33.05% |

|  | 32.47% |

|  | 20.25% |

|  | 14.20% |

### 제2회 전국동시지방선거
|  | 46.62% |

|  | 39.95% |

|  | 13.41% |

### 2000년 대한민국 재보궐선거
안의종 군수의 군수직 상실로 인해 치러진 2000년 대한민국 재보궐선거에서 한나라당 박종갑 후보가 당선되었다.

### 제3회 전국동시지방선거
|  | 49.99% |

|  | 37.78% |

|  | 12.21% |

### 제4회 전국동시지방선거
|  | 51.19% |

|  | 48.80% |

### 2007년 대한민국 재보궐선거
윤경희 군수의 군수직 상실로 인해 치러진 2007년 대한민국 재보궐선거에서 한나라당 한동수 후보가 당선되었다.

### 제5회 전국동시지방선거
| 제5회 전국동시지방선거청송군수 선거 |        |          |        |        |      |      |  |
|                                     |        |          |        |        |      |      |  |
| 후보                                | 후보   | 정당     | 득표   | 득표율 | 당락 | 비고 |  |
|                                     | 한동수 | 한나라당 | 무투표 | 무투표 | 당선 |      |  |
| 합계                                | 합계   | 합계     | 0표    |        |      |      |  |

### 제6회 전국동시지방선거
|  | 58.05% |

|  | 41.94% |

### 제7회 전국동시지방선거
|  | 54.62% |

|  | 45.37% |

### 제8회 전국동시지방선거
|  | 63.49% |

|  | 36.50% |